# Kilobit
Kilobit (kb eller kbit) är en informationsenhet samt en multipel av bit. Namnet kommer av SI-prefixet kilo (k), för tusen, och bit (b).
1 kilobit = 103 bitar = 1 000 bitar
Kilobit är relaterat till enheten kibibit (Kib) – en multipel baserad på det binära prefixet kibi (Ki) – som motsvarar 210 bitar = 1 024 bitar. Ibland används kilobit som synonym till kibibit, trots att SI och IEC avråder från detta.
Kilobit används för att ange överföringshastighet i datornätverk, då i form av kilobit per sekund (kbps).